# امازی
امازی (به فرانسوی: Amazy) یک کمون در فرانسه است که در Canton of Tannay واقع شده‌است.

## خصوصیات
امازی ۱۳٫۷۴ کیلومترمربع مساحت و ۲۴۱ نفر جمعیت دارد.